# Henschel GT-1200
De Henschel GT-1200 was een vliegende torpedo die tijdens de Tweede Wereldoorlog werd ontwikkeld in Duitsland.

## Ontwikkeling
De GT-1200 was een geleide projectiel / vliegende torpedo die in de laatste jaren van de oorlog door Henschel werd ontwikkeld. Het was voorzien van een kleine vaste brandstof raketmotor met gering vermogen om de zweefvlucht naar het doel te verlengen.
Nadat de torpedo het water had geraakt braken de vleugels en staartsectie af en werd er een tweede krachtigere vaste brandstof raketmotor ontstoken. Deze zorgde ook voor de aandrijving onder water. In tegenstelling tot de Hs 294 kon men de torpedo onderwater besturen.
De torpedo was van een magnetische ontsteking voorzien zodat deze direct onder het doel kon exploderen.

## Uitvoeringen

### GT-1200A
Deze uitvoering was voorzien van een Schmidding 109-573 vaste brandstof raket. Deze zorgde voor een stuwdruk van 100 kg voor zes seconden. De staartsectie was voorzien van ronde richtingsroeren. De besturing in de lucht vond plaats op dezelfde manier als dat voor een vliegtuig door middel van rolroer, richtingsroer en hoogteroer.
- Lengte: 7,32 m.
- Spanwijdte: 3,97 m.

### GT-1200B
De GT-1200B was de tweede uitvoering van het project. Men had de lengte teruggebracht tot 6,82 m. Ook was de diameter van de romp verkleind.

### GT-1200C
De GT-1200C was de laatste uitvoering van het project en tevens de laatste poging van Henschel om een geleide raket te ontwikkelen voor lucht-grond gebruik. Men had de lengte nu weer vergroot tot 7,35 m maar was voor de rest grotendeels gelijk aan de vorige uitvoeringen. Men stelde nog wel voor om de Blohm und Voss Bv 142 te gaan gebruiken als lanceervliegtuig.